# Le Paradis fantastique

Le Paradis fantastique  est un ensemble de neuf sculptures monumentales de Niki de Saint Phalle, et de six sculptures animées, six machines de Jean Tinguely. L'œuvre  à très grande échelle a été commandée aux deux artistes pour le pavillon français de l'exposition universelle de 1967 à Montréal.

## Contexte
Niki de Saint Phalle et Jean Tinguely ont été activement soutenus dès les années 1960 par Pontus Hultén, directeur du Moderna Museet de Stockholm où ils ont réalisé, avec Per Olof Ultvedt, une œuvre gigantesque et folle Hon/Elle en 1966. Avant cela, Hultén avait accueilli les Tirs de Niki, de Rauschenberg et de Jean. 

« Ponthus Hultén est un homme d'immense courage. Il a risqué son job comme directeur du Musée de Stockholm non seulement en laissant faire un projet aussi controversé [que Hon/Elle], mais encore en y participant activement. »

 Animés par l'envie de réaliser des œuvres de plus en plus grandes, de plus en plus folles, Niki et Jean  vont de nouveau se lancer dans un projet gigantesque et très controversé, dont ils feront cadeau quatre ans plus tard au musée de Stockholm, « ville de naissance de l'œuvre selon Niki de Saint Phalle. ». La  commande vient de  l'État français qui propose aux deux artistes de réaliser pour le pavillon français de l'exposition universelle de Montréal, un ensemble de sculpture. « Le Ministère des affaires culturelles nous contacte tous les deux, en même temps que d'autres artistes pour faire un jardin de sculptures sur le toit du pavillon français. Nous avons immédiatement saisi l'occasion pour présenter un projet réunissant nos deux œuvres et éliminant les autres. On l'avait baptisé Paradis fantastique. Il s'agissait d'un combat amoureux entre mes Nanas, mes animaux, et tes machines ».

## Machines contre Nanas
Les œuvres de Niki et de Jean étaient « en compétition » dans une mise  en scène  où les machines de Tinguely affrontent les Nanas de Niki de Saint Phalle :  un groupe de six grandes machines cinétiques attaquent neuf grandes sculptures de Niki. « Raspoutine,  machine compliquée  qui se déplace sur des rails, attaque la sculpture Le Bébé Monstre. La Folle chatouille  une Nana-arbre-serpent. Elle appuie sur son sein une coupelle métallique. Une autre machine fait des trous méthodiquement dans une grande Nana « dont les fesses ont la taille d'un navire de guerre. Le Piqueur, haut de 6 mètres environ , danse avec un oiseau monumental. Une autre machine de Jean empale  une troisième Nana et la fait tourner lentement.  La sixième machine de Jean, Rotozaza pique le derrière d'un animal conçu par Niki. »
Le Paradis fantastique est une aventure qui annonce d'un certaine manière la Fontaine Stravinsky et la Fontaine de Château-Chinon. Elle est interrompue dès le début parce que Niki tombe malade pour la première fois en travaillant sur les sculptures à cause des émanations de gaz du polystyrène chauffé. Elle reviendra juste à temps pour se trouver dans un conflit qui oppose les deux artistes à Pierre Bordas, président du pavillon français, qui s'insurge contre la taille démesurée des sculptures.  Ce qui reste de cette œuvre gigantesque se trouve au Moderna Museet de Stockholm où elle a été transférée en 1971, avec un affiche de Niki de Saint Phalle intitulée Paradiset Moderna Museet , Stockholm, après avoir été exposée à la Galerie d'art Albright-Knox de Buffalo, puis à Central Park à New York pendant un an, elle a été offerte par les deux artistes au Moderna Museet de Stockholm considérée comme sa ville natale puisque ce paradis est directement inspiré de Hon/Elle. Réhabilité grâce à Jean et Dominique de Ménil, repeint par les deux artistes, cet ensemble auquel une fontaine a été ajoutée, orne maintenant un parc tout près du musée.